# Chersotis japonica
Chersotis japonica är en fjärilsart som beskrevs av Warnecke 1940. Chersotis japonica ingår i släktet Chersotis och familjen nattflyn. Inga underarter finns listade i Catalogue of Life.